# Коцјан Чајка бис
Коацјан Чјка бис оригинални назив (пољ. Kocjan Czajka bis) је једноседа ваздухопловна једрилица направљена 1937. године од дрвета и платна, намењена прелазној обуци и тренажи једриличара.

## Пројектовање и развој
Инжењер Антони Коцјан је почео да ради на пројекту Чајка 1930. године. На почетку овог посла направљено је три прототипа. Први примерак је полетео у априлу 1931. и то је био класични клизач са пилотом у отвореном окружењу. У мају је завршен други примерак једрилица Чајка I и Чајка II опремљена кабином обложену платном. Ове једрилице су по својим димензијама биле готово идентичне, а направљене по наруџби Аероклуба из Љвова.
Мада су све ове једрилице пројектоване као класични школски клизачи намењени почетној обуци летача, врло брзо је уочено да је Чајка II превазишла сва очекивања и да се својим карактеристикама изборила за место прелазне једрилице од клизача ка способнијим једрилицама. Ова једрилица је веома брзо ушла и у серијску производњу. У току 1932. године опет на захтев Аероклуба из Љвова направљена је једрилица Чајка III која је имала размах крила 9,40m у односу на остале моделе који су имали размах крила 11,28m. Захваљујући томе ова једрилица је имала прилично добре летне карактеристике али није могла да узме примат Чајци II. Даље побољшање, појачање структуре и облагање кабине дрвеном лепенком добијена је 1936. године једрилица са називом Чајка бис.

### Технички опис
Коцјан Чајка бис је ваздухопловна једрилица састављена од крила, решеткастог трупа и репа. Крило је постављено на горњој ивици трупа тако да је ова летелица класификована као висококрилни моноплан. На почетку трупа, (који је дрвена решеткаста конструкција састављена од две греда спојене међусобно упорницама) се налази кабина пилота шестоугаоног попречног пресека обложена дрвеном лепенком а на крају вертикални стабилизатор репа. На горњој греди трупа су причвршћени крило и хоризонтални стабилизатор а за доњу греду је причвршћен клизач.
Крило је равно, правоугаоног облика и има класичну дрвену конструкцију са две рамењаче. Предња ивица крила је направљена у облику дрвене кутије обложене шпером (дрвеном лепенком) а остали део крила је обложен импрегнираним платном. Крило је са доње стране ослоњено на труп косим упорницама које повезују предњу рамењачу крила са трупом једрилице. Управљачки механизам летелице је челичним сајлама повезен са извршним органима, кормилима и крилцима.
Конструкција хоризонталног и вертикалног стабилизатора као и кормила били су изведени као и крило. Хоризонтални стабилизатори су као и крила косим упорницама били ослоњени на вертикални стабилизатор. Кормила висине и правца су имала дрвену конструкцију обложену импрегнираним платном. Додатно учвршчивање везе између предњег дела трупа и крила са репом се постигло затезачима од челичних жица. Стајни трап се састоји од дрвене скије која је предњим делом везана за кљун једрилице а крај је гуменим амортизерима везан за труп. Испод репа клизача налази се еластична дрљача.

### Варијанте једрилица
- Чајка I - Изворни пројект без кабине за пилота.
- Чајка II - Кабина пилота обложена платном.
- Чајка III - Краћи труп и мањи размак крила.
- Чајка бис - Кабина пилота обложена лепенком и ојачан труп.

## Карактеристике
Карактеристике наведене овде се односе на једрилицу Коцјан Чајка бис а према изворима
| Карактеристике | Коцјан Чајка бис |
| -------------- | --- |
| Финеса         | 1 : 13,5 при брзини 53 km/h |
| Перформансе    | - максимална брзина 165 km/h - минимална брзина 39 km/h - макс. брзина аеро вуче km/h - макс. брзина витла km/h - минимално пропадање 0,99 m/s при брзини 45 km/h |
| Димензије      | - размах крила 11,30m - дужина 6,00m - висина 1,68m - површина крила 15,53m² - аеропрофил крила - виткост 8,2 - макс. оптеречење крила; 11,00 kg/m²               |
| Маса           | - сопствена 95 kg - носивост 75 kg - полетна 170 kg - водени баланс; нема                                                                                         |

## Оперативно коришћење
Укупно је произведено око 160 приметака свих типова једрилице Чајка. Највише је произведено у Варшавској фирми Warsztaty Szybowcowe w Warszawie (WSW) мада је и одређени број примерака направљено и у аероклубским радионицама по принципу самоградње. Модели Чајка I и Чајка III су произведени у релативно малом броју примерака док су се модели Чајка II и Чајка бис приозводили серијски и то у серијама од 10 до 20 комада. Поред Пољске ове једрилице су се производиле и у иностранству на основу уговора о лиценцама и то у: Естонији, Финској, Југославији и Палестини. У Југославији је 1936. године произведена једна једрилица Чајка бис.
На почетку коришћења ових једрилица (1931. до 1933) на њима је постигнуто неколико пољских државних рекорда (дужине трајања лета и висине) касније са појавом високоспособних једрилица Чајке су искључиво коришћене за намену за коју су и пројектоване а то је прелазна летачка обука од клизача ка способнијим једрилицама. Многи пољски пилоти су на овим једрилицама стицали своја летачка искуства. Највећи број ових једрилица је уништено на самом почетку рата 1939. године а неколико њих су заробили Немци и Руси.

## Сачувани примерци
Није сачуван ниједан примерак ове једрилице

## Земље које су користиле ову једрилицу
- Пољска
- Краљевина Југославија
- Естонија
- Финска
- Палестина
- Бугарска
- Трећи рајх
- СССР